# Kōban

Simbolo ufficiale del kōban usato sulle mappe giapponesi

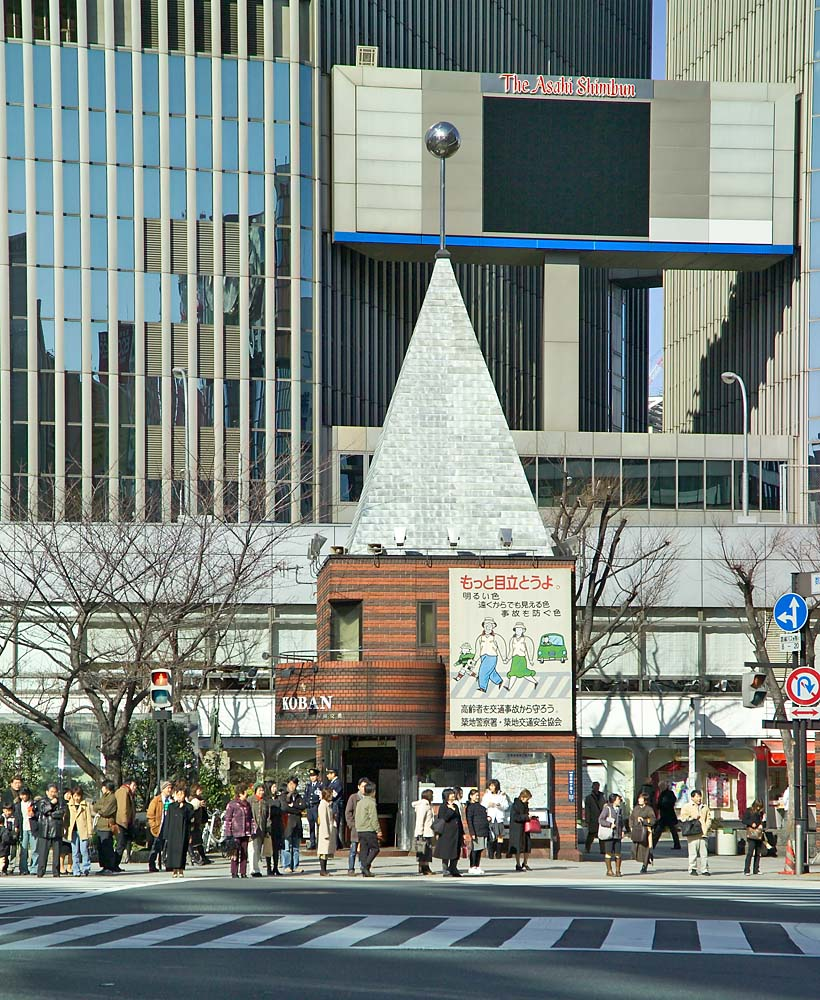
Un kōban nel quartiere Ginza di Tokyo

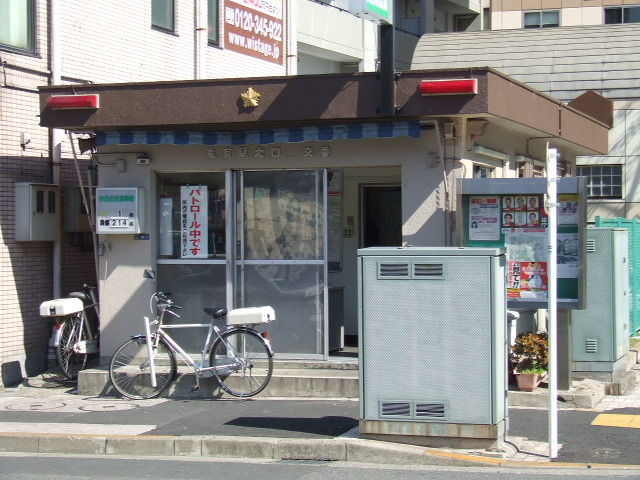
Kōban a Kameari, Katsushika, Tokyo – il modello per il kōban nel manga Kochira Katsushika-ku Kameari kōen-mae hashutsujo

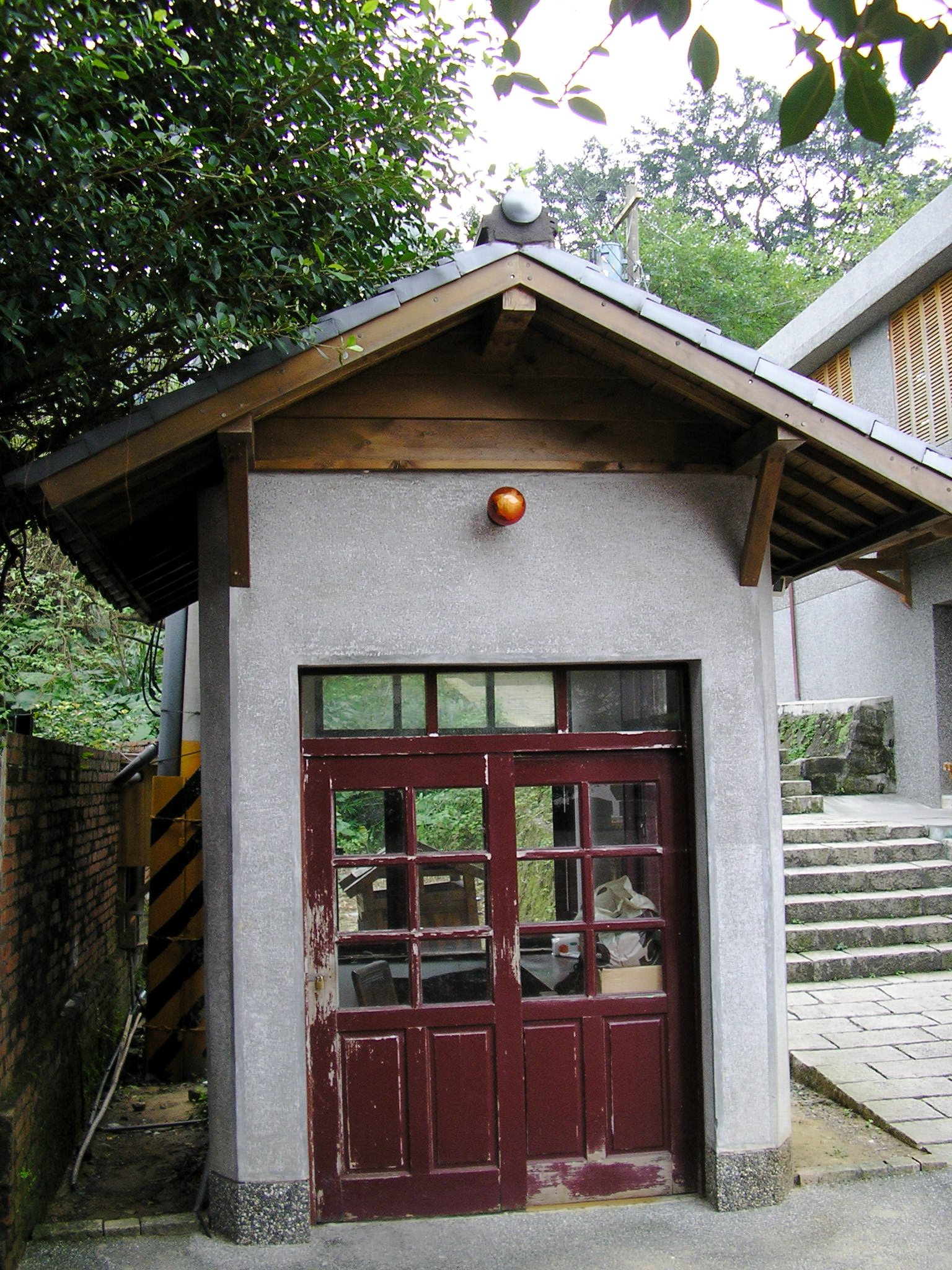
Un koban coloniale giapponese restaurato

Un kōban (交番?) è una piccola stazione di polizia di quartiere che si trova in Giappone. Il kōban si riferisce anche alla più piccola unità organizzativa nell'odierno sistema di polizia giapponese. In aggiunta alle stazioni di polizia centrali, il lavoro della polizia giapponese in uniforme si fa da piccoli edifici localizzati all'interno della comunità, una forma di polizia di prossimità. Al 2007 si contavano circa 6.000 kōban in tutto il Giappone. A partire dagli anni 1990, molti di essi si trovano con insegne con lettere romane: "Koban".

## Panoramica
Un kōban è normalmente un alloggio a due piani con un paio di stanze (benché vi sia un'ampia variazione), con da uno a più di dieci agenti di polizia. Gli agenti in questi edifici possono sorvegliare, rispondere alle emergenze, dare istruzioni e interagire diversamente con i cittadini su una base più intima di quanto potrebbero da una stazione più lontana. Benché spesso tradotto come "cabina di polizia" (in inglese police box, il kōban ha poca somiglianza con la cabina di polizia britannica.
Il nome kōban deriva dal nome delle prime strutture costruite nel 1874, che erano in realtà semplici garitte destinate alla guardia permanente (立番?, tachiban) a rotazione (交替?, kōtai), creando così una parola composta consistente di kō (交?) e ban (番?). Poco dopo, nel 1881, i kōban furono trasformati in stazioni locali di prossimità con almeno sei agenti e fu dato loro un nuovo nome ufficiale Hashutsujo (派出所?), benché il loro nome comune, kōban, sopravvivesse. Il kōban fu ulteriormente sistematizzato e diffuso a livello nazionale, svolgendo per secoli un importante ruolo nel sistema di polizia giapponese. Fu nel 1994 che ancora una volta il nome ufficiale di Hashutsujo (派出所?) fu cambiato di nuovo in kōban. Una delle questioni riconosciute negli ultimi anni come particolarmente significative riguardo al sistema dei kōban era l'esistenza di aki-kōban (空き交番? lett. "stazioni senza personale"). Secondo l'Agenzia nazionale di polizia, questa questione fu affrontata e risolta entro il 2007.
Piccole stazioni di polizia simili al kōban giapponese si trovano anche in parti di Cina e Singapore. Inoltre, il sistema del kōban è diventato popolare nei programmi internazionali di formazione e assistenza della polizia, particolarmente quelli dell'Agenzia per la cooperazione internazionale del Giappone (Japan International Cooperation Agency, JICA). La JICA ha investito denaro per istituire programmi di polizia di prossimità nello stile dei kōban in vari paesi, inclusi Indonesia, Brasile e Honduras.

## Servizi forniti

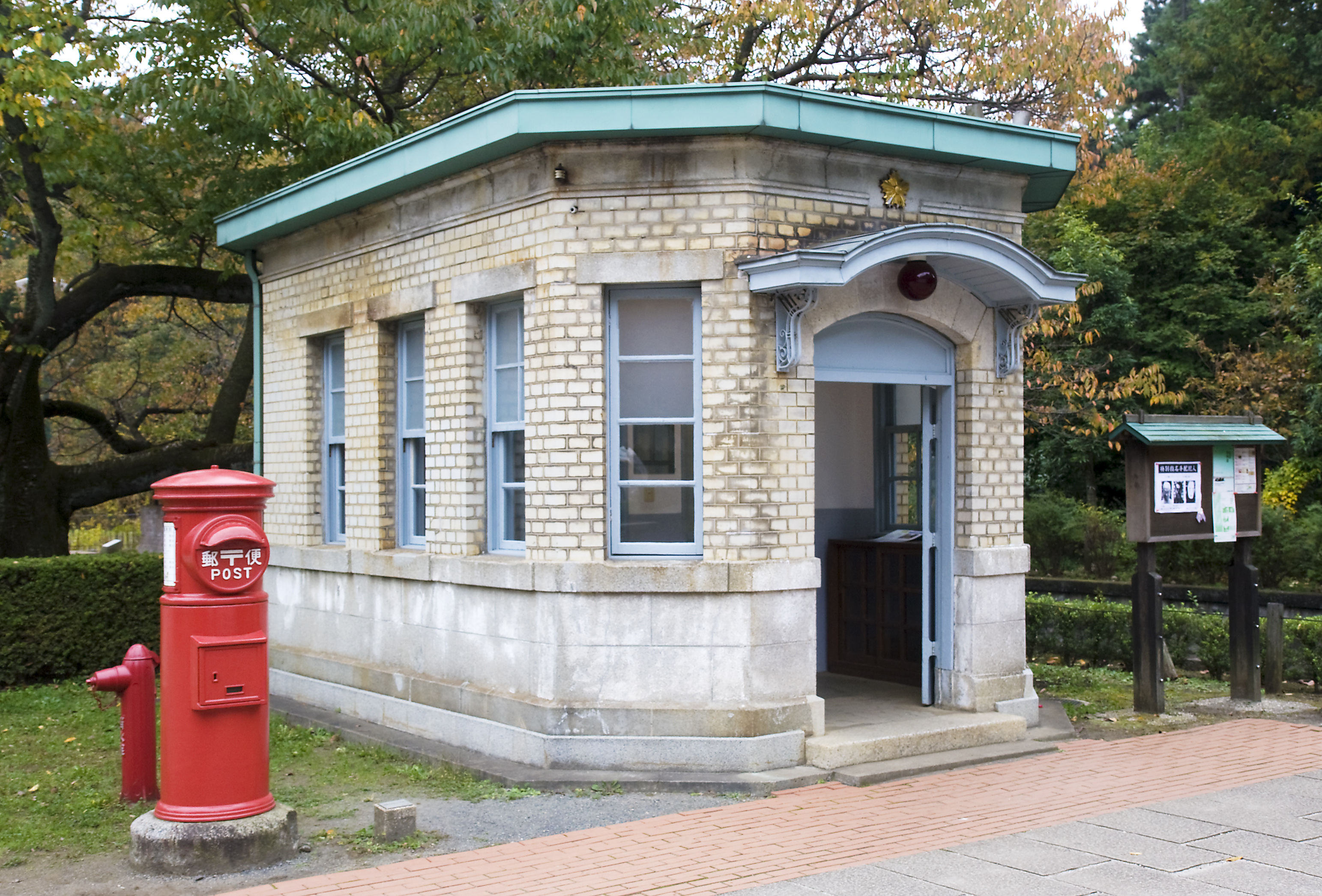
Un kōban dell'era Meiji spostato da Sudo-cho, Tokyo, oggi al Museo architettonico all'aperto di Edo-Tokyo

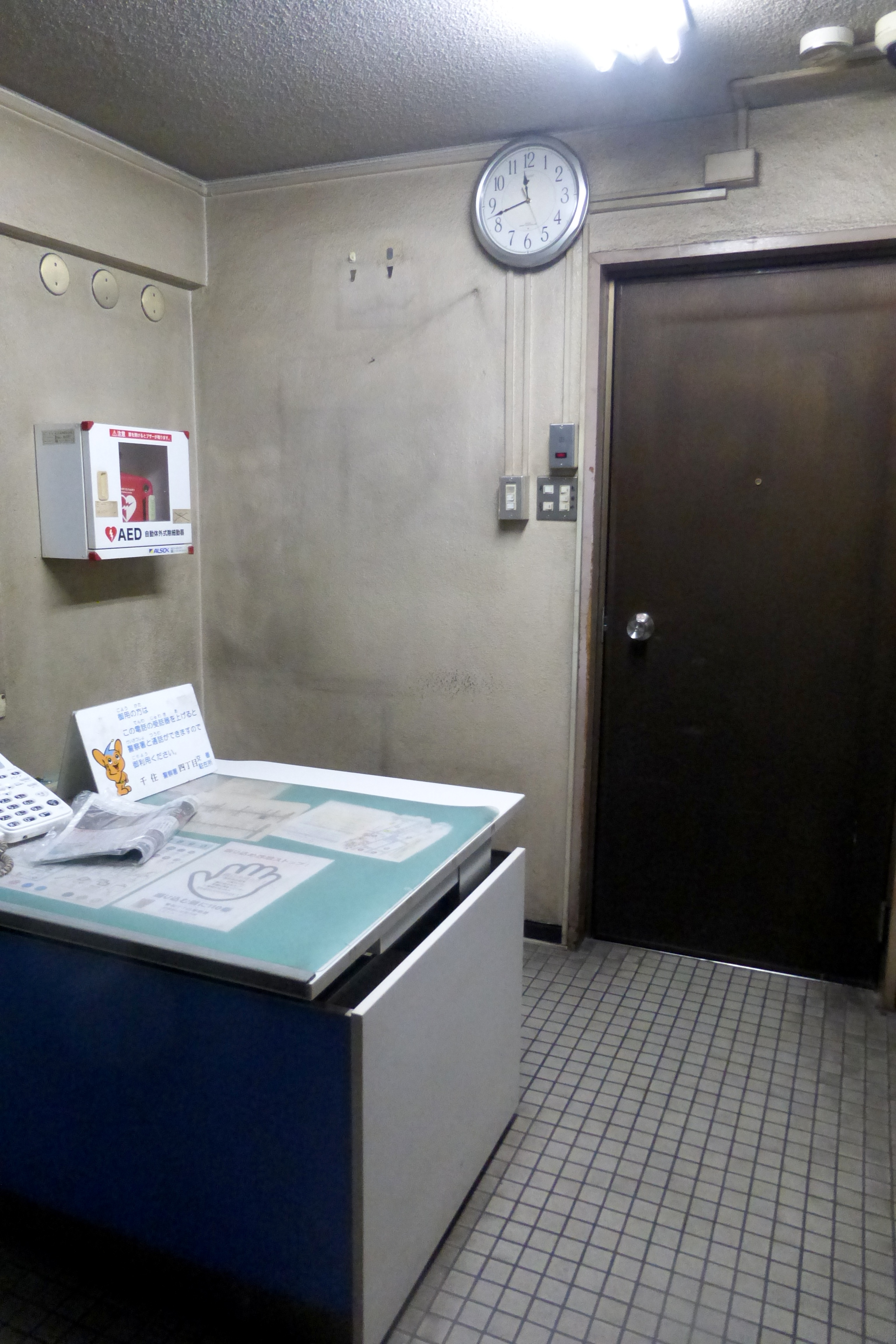
Dentro un tipico piccolo kōban

Gli agenti di polizia assegnati al kōban rivestono diversi ruoli:
- Mappe e indicazioni – fornire mappe e indicazioni per indirizzi locali, a volte perfino guidando personalmente coloro che non hanno familiarità con le disposizioni delle strade e i sistemi di indirizzo. In più, gli agenti possono indirizzare le persone ad alberghi locali, ristoranti e altre aziende.
- Oggetti smarriti – accettare denunce di effetti smarriti e accettare effetti trovati da cittadini e, se è restituito un effetto smarrito corrispondente, notificare al proprietario di venire a recuperarlo.
- Denunce di reati – raccogliere denunce di polizia, tipicamente per reati contro il patrimonio come il furto e l'effrazione.
- Servizi di emergenza – comporre il numero telefonico di emergenza "110" nel caso di emergenza di polizia, d'incendio o medica. Il contatto diretto può essere effettuato presso il kōban e sarà fornita assistenza.